# Повенчанка (река, впадает в Рыбозеро)
Повенчанка — река в России, протекает в Республике Карелия. Впадает в Рыбозеро. Длина реки составляет 19 км, площадь водосборного бассейна — 69,3 км². На реке Петром I был заложен один из Олонецких горных заводов, Повенчанский.
Высота устья — 132,6 м над уровнем моря.

## Данные водного реестра
По данным государственного водного реестра России относится к Баренцево-Беломорскому бассейновому округу, водохозяйственный участок реки — Нижний Выг от Выгозерского гидроузла и до устья. Речной бассейн реки — бассейны рек Кольского полуострова и Карелии, впадает в Белое море.
Код объекта в государственном водном реестре — 02020001312102000005065.